# Syzeuctus africanus
Syzeuctus africanus là một loài tò vò trong họ Ichneumonidae.